# آنتونیوس و کلئوپاترا

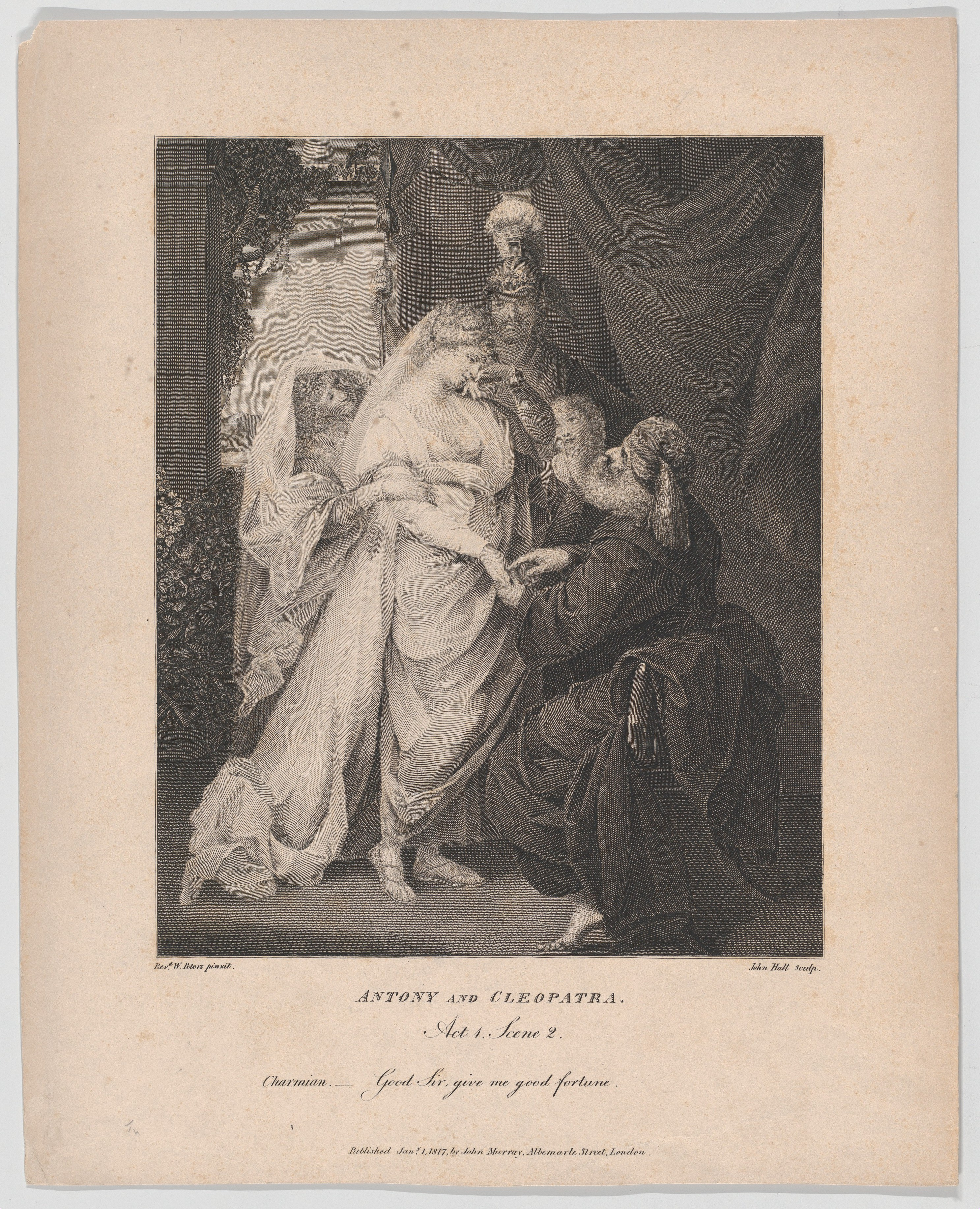
آنتونیوس و کلئوپاترا

آنتونیوس و کلئوپاترا نمایشنامه‌ای عاشقانه و تراژیک اثر ویلیام شکسپیر است. این نمایشنامه آنتونی سردار بزرگ رومی را چون عاشق دل‌باخته‌ای به تصویر می‌کشد که آنچنان در دام عشق کلئوپاترا، ملکه مصر، اسیر گشته که سلطنت و لشکرکشی و مسئولیت‌های دیگر خود را در مقام سرداری رومی به هیچ می‌شمارد. و اگرچه ضرورت اقتضا می‌کند که به خاطر سازش با همکار خود قیصر اکتاویوس به روم بازگردد و با خواهر او ازدواج کند، عشق کلئوپاترا بار دیگر باعث می‌شود که همه چیز را ترک کند و به مصر بازگردد. عاقبت رقابت سیاسی بین دو سردار رومی منجر به جنگ می‌شود و آنتونی شکست می‌خورد و خودکشی می‌کند. کلئوپاترا هم پس از مرگ دلدادهٔ خود برای این که او را در رکاب قیصر اکتاویوس به اسارت به روم نبرند، دست به خودکشی می‌زند.

## تاریخ و منابع نمایشنامه
نمایشنامهٔ غم انگیز آنتونی و کلئوپاترا که ظاهراً در سال ۱۶۰۶ یا ۱۶۰۷ به رشتهٔ تحریر درآمده درحقیقت مکمل نمایشنامهٔ ژولیوس سزار است که در سال ۱۵۹۹ نوشته شده‌است.
موضوع نمایشنامه از تاریخ پلوتارک، مورخ یونانی قرن دوم میلادی، به نام زندگانی مارکوس آنتونیوس اقتباس شده‌است. این نمایشنامه پس از ترجمه از زبان یونانی به فرانسه در سال ۱۵۷۹ به انگلیسی ترجمه شد و چاپ دوم آن در سال ۱۵۹۵ آماده گشت. در مورد ژولیوس سزار شکسپیر قطعات مناسبی را از کتاب پلوتارک انتخاب کرد و نمایشنامه را به دلخواه خود تنظیم نمود ولی در مورد آنتونی و کلئوپاترا کار او آسان تر شد، زیرا داستان پلوتارک را تقریباً بی هیچ دخل و تصرفی به صورت نمایشنامه درآورد.